# Oleksandr Borodaï
Oleksandr Borodaï (en ukrainien : Олександр Іванович Бородаєвський), 1844 - 1919), est l'un des kobzars (ménestrels itinérants) ukrainiens de la fin du XIXe siècle et du début du XXe siècle.

## Biographie
Né à Poltava, il entrait à l'école des cadets, puis une école polytechnique, il devint ingénieur militaire. Il émigrait en 1870 aux U.S.A (en français: États-Unis). où il changeait son nom en Borodaï (même si en anglais on utilise jamais le tréma sur le « i »). Il revint en Ukraine (qui n’existait pas avant 1918 environ) vers 1890 et prit part aux activités culturelles et politique de son pays. Il donnait des cours pour devenir kobzar à école Lyssenko de Kiev. Fut un pionnier de l'enregistrement phonographique mais aussi des enregistrements phonographiques en achetant des phonographes pour Lessia Oukraïnka, Filaret Kolessa et Opanas Slastion.